# Resolución 1495 del Consejo de Seguridad de las Naciones Unidas
La resolución 1495 del Consejo de Seguridad de las Naciones Unidas, adoptada por unanimidad el 31 de julio de 2003, tras recordar todas las resoluciones anteriores sobre la situación en el Sáhara Occidental, en particular la Resolución 1429 (2002), el Consejo prorrogó el mandato de la Misión de las Naciones Unidas para el Referéndum del Sáhara Occidental (MINURSO) hasta el 31 de octubre de 2003 y apoyó el Plan Baker propuesto por James Baker III, que en aquel momento era el Representante Especial para el Sáhara Occidental del Secretario General Kofi Annan, como sustituto del Plan de Arreglo de 1991. La resolución, adoptada después de introducir cambios significativos en el proyecto original, fue acogida con satisfacción por el Frente Polisario, que apoyó el Plan Baker, pero no por Marruecos, que se resistió a él.

## Resolución
El Consejo de Seguridad expresó su preocupación por la falta de avances hacia una solución política de la disputa entre Marruecos y el Frente Polisario, que seguía siendo una posible fuente de inestabilidad para la región del Magreb. Reafirmó su compromiso de ayudar a las partes a lograr una solución duradera que prevea la autodeterminación del pueblo del Sáhara Occidental. Se elogió a las partes por su respeto del alto el fuego y también se elogiaron los esfuerzos de la MINURSO.
Actuando en virtud del Capítulo VI de la Carta de las Naciones Unidas, el Consejo apoyó el Plan Baker como la "solución política óptima" a la disputa y exhortó a ambas partes a trabajar para lograr la aceptación e implementación del plan. Además, se pidió a las partes y a los Estados de la región que cooperaran con el Secretario General y su Enviado Personal.
La resolución instó al Frente Polisario a liberar a todos los prisioneros de guerra restantes de conformidad con el derecho internacional humanitario y a ambas partes a cooperar con el Comité Internacional de la Cruz Roja para resolver la cuestión de las personas desaparecidas desde el comienzo del conflicto. Se instó a las partes a aplicar medidas de fomento de la confianza con el Alto Comisionado de las Naciones Unidas para los Refugiados (ACNUR) y a la comunidad internacional a apoyar al ACNUR y al Programa Mundial de Alimentos para superar el deterioro de la situación alimentaria entre los refugiados .
Por último, se pidió al Secretario General que presentara una evaluación de la situación antes del 31 de octubre de 2003.